# Cabeus (Mondkrater)
Cabeus ist ein Einschlagkrater nahe dem Südpol des Erdmondes. In dieser Position wird der Krater von der Erde aus nahezu seitlich sichtbar. Aus Mangel an Sonnenlicht befindet er sich fast immer im tiefen Schatten, so dass man, auch aus der Umlaufbahn, kaum Einzelheiten erkennen kann. Er liegt westlich des Kraters Malapert und südsüdwestlich von Newton.
| Buchstabe | Position           | Durchmesser | Link |
| --------- | ------------------ | ----------- | ---- |
| A         | 82,04° S, 40,34° W | 41 km       |      |
| B         | 82,23° S, 54,69° W | 60 km       |      |

Der Krater wurde im Jahre 1935 von der IAU offiziell nach dem italienischen Physiker Niccolò Cabeo benannt.
Cabeus war am 9. Oktober 2009 das Einschlagziel des LCROSS. Dabei wurde ein Vorkommen gefrorenen Wassers entdeckt.